# Ливарний (зупинний пункт)
Лива́рний — пасажирський залізничний зупинний пункт Куп'янської дирекції Південної залізниці.
Розташований у селі Курилівка (поблизу Куп'янського ливарного заводу), Куп'янський район, Харківської області на лінії Куп'янськ-Вузловий — Красноріченська між станціями Кислівка (15 км) та Курилівка (2 км).
Станом на 2019 не зважаючи на військову агресію Росії на сході Україні, транспортне сполучення не припинене, щодоби дві пари приміських поїздів здійснюють перевезення за маршрутом Сватове — Куп'янськ-Вузловий. Після широкомасштабного вторгнення в Україну (2022) залізничний рух припинено. 